# Ximena Valcarce
Ximena Valcarce Becerra (Arica, 25 de marzo de 1973) es una periodista y política chilena, actual militante de la UDI y exmiembro de Renovación Nacional. En 2017 fue elegida como Consejera Regional de Arica y Parinacota. Anteriormente fue diputada y gobernadora de Arica.

## Infancia y juventud
Ximena Valcarce nació en Arica, el 25 de marzo de 1973. Hija de Carlos Valcarce, exalcalde de Arica, y de la actual concejala por Arica, María Teresa Becerra.
Estudió en la Escuela D-6, "República de Francia", y más tarde ingresa al "Junior College". Estudia los secundarios en el colegio "San Gabriel".
Estudió Periodismo en la Universidad de Artes y Ciencias de la Comunicación.
Trabajó en la Revista "Vea", en la "Estrella de Arica", de 1997 a 1998. En 2000 es periodista para la radio "Coral", y también trabajo como relacionadora laboral de la ACHS. Por último es periodista de "MS", Comunicaciones.

## Carrera política
Se inscribe en Renovación Nacional, y en 2000 es parte del comando de su padre, Carlos Valcarce, en su candidatura a alcalde. Para 2004 es generalísima en la campaña de reelección de su padre. 
En 2005 es electa diputada por el distrito N.°1, correspondiente a la XV Región de Arica y Parinacota, con el 22,47%, equivalente a 16.842 votos.
Integra las Comisiones de: Derechos Humanos, Nacionalidad y Ciudadanía, Especial sobre Zonas Extremas, Especial de la Juventud, Familia y Especial sobre Discapacitados, Comisión Investigadores sobre dineros públicos entregados al CORDAP, la Corporación de Desarrollo de Arica y Parinacota y la Comisión Investigadora sobre SENAME.
En 2009 fue candidata a la reelección, por el mismo distrito y representando al mismo partido. En numerosas encuestas, se vio a Valcarce con la primera mayoría, entre el 30% y el 40% de los votos, seguida de Nino Baltolu, quien oscilaba entre el 20% y el 30%, y más atrás, Iván Paredes, con un 15% o 16%. Sin embargo, al momento de la elección obtuvo tan sólo un 20,39%, equivalente a 14.831 votos, lo que no le permitió ser reelegida.
Su nombre fue anunciado el 27 de octubre de 2011 para asumir como nueva Gobernadora provincial de Arica. En una ceremonia el 3 de noviembre recibió "simbólicamente" el mando de la Gobernación de manos del Intendente José Durana, ya que oficialmente el cargo ya era suyo desde el día anterior pues ese día el exgobernador Durana dejó su puesto para sumir la intendencia.
Para las elecciones municipales de 2012, se lanza como candidata a alcalde por la Coalición, obteniendo, no obstante, el segundo lugar, con un 23,28% de las preferencias, equivalentes a 10.993 votos.
A mediados de 2015, junto a su padre, renunció a Renovación Nacional.
En 2017 postulo como independiente dentro de la lista UDI para las elecciones de consejeros regionales, resultando electa CORE por la provincia de Arica, para el periodo 2018-2022. En diciembre de 2017 concreto su ingreso a la Unión Demócrata Independiente.

## Historial electoral

### Elecciones parlamentarias de 2005
- Elecciones parlamentarias de 2005, para Diputado por el Distrito 1, Arica, Putre, Camarones y General Lagos[8]

### Elecciones parlamentarias de 2009
- Elecciones parlamentarias de 2009, para Diputado por el Distrito 1, Arica, Putre, Camarones y General Lagos[9]

### Elecciones municipales de 2012
- Elecciones municipales de 2012, para Alcalde de Arica.[10]

### Elecciones parlamentarias de 2013
- Elecciones parlamentarias de 2013 a Diputado por el distrito 1 (Arica, Camarones, General Lagos y Putre)[11]

### Elecciones de consejeros regionales de 2017
- Elecciones de consejero regional de 2017, a Consejera Regional por la circunscripción provincial Arica (Arica y Camarones)[12]

### Elecciones de consejeros regionales de 2021
- Elecciones de consejero regional de 2021, a Consejera Regional por la circunscripción provincial Arica (Arica y Camarones)